# Enterognathus comatulae
Enterognathus comatulae is een eenoogkreeftjessoort uit de familie van de Enterognathidae. De wetenschappelijke naam van de soort is voor het eerst geldig gepubliceerd in 1900 door Giesbrecht.